# Heliophila
Heliophila es un género botánico  de plantas fanerógamas, pertenecientes a la familia Brassicaceae. Varias especies del género son utilizadas como planta ornamental. Comprende 211 especies descritas y de estas, solo 38 aceptadas.

## Taxonomía
El género fue descrito por Burm.f. ex L. y publicado en Species Plantarum, Editio Secunda 926. 1763.
Etimología
Heliophila: nombre genérico que deriva de las palabras griegas: helios = "sol" y phila = "amante", o "amante del sol".  

## Especies aceptadas
A continuación se brinda un listado de las especies del género Heliophila aceptadas hasta octubre de 2014, ordenadas alfabéticamente. Para cada una se indica el nombre binomial seguido del autor, abreviado según las convenciones y usos.	
- Heliophila acuminata (Eckl. & Zeyh.) Steud, 1840
- Heliophila adpressa O.E. Schulz
- Heliophila affinis  Sond., 1846
- Heliophila africana (L.) Marais, 1970
- Heliophila alpina Marais
- Heliophila amplexicaulis L.f., 1782
- Heliophila arenaria Sond.
- Heliophila arenosa Schltr., 1899
- Heliophila brachycarpa Meisn., 1842
- Heliophila brassicaefolia Eckl. & Zeyh.
- Heliophila brassicifolia Eckl. & Zeyh.
- Heliophila bulbostyla Barnes
- Heliophila callosa (L.f.) DC., 1821
- Heliophila carnosa (Thunb.) Steud., 1840
- Heliophila cedarbergensis Marais
- Heliophila cinerea Marais, 1970
- Heliophila collina O.E. Schulz
- Heliophila concatenata Sond., 1846
- Heliophila cornellsbergia B.J. Pienaar & Nicholas
- Heliophila cornuta Sond., 1846
- Heliophila carnosa (Thunb.) Steud., 1840
- Heliophila coronopifolia L.
- Heliophila crithmifolia Willd., 1809
- Heliophila cuneata Marais
- Heliophila descurva Schltr., 1913
- Heliophila deserticola Schltr., 1913
- Heliophila diffusa (Thunb.) DC.
- Heliophila digitata L.f., 1782
- Heliophila dissecta Thunb.
- Heliophila dregeana Sond., 1846